# Beal Breag, Șumen
Beal Breag (în bulgară Бял Бряг) este un sat în comuna Smeadovo, regiunea Șumen,  Bulgaria. 

## Demografie
Componența etnică a satului Beal Breag
     Bulgari (36,94%)
     Turci (61,84%)
     Nicio identificare (1,2%)
     Altele (0%)
La recensământul din 2011, populația satului Beal Breag era de 249 locuitori. Din punct de vedere etnic, majoritatea locuitorilor (61,84%) erau turci, cu o minoritate de bulgari (36,94%). Pentru 1,2% din locuitori nu este cunoscută apartenența etnică.